# Globulation 2
Globulation 2 es un videojuego de estrategia en tiempo real de ambientación fantástica. Es software libre, está publicado bajo la GNU GPL, y totalmente gratuito, disponible para los principales sistemas operativos: Linux, Mac OS X y Windows.

## Diseño
Comandas a una colonia de pequeños glóbulos de colores chillones dispuestos a desarrollarse. Su principal característica es su autonomía, eliges el número de unidades para asignar a las distintas tareas y las unidades intentan realizarlas de la mejor manera posible, con una serie de prioridades y de manera sencilla. Esto permite al usuario administrar más unidades, enfocarse así en las estrategias y menos en las funciones repetitivas de cada unidad.
Ofrece modo de juego para una única persona contra la inteligencia artificial o varias a través de red de área local o Internet gracias a Ysagoon Online Game (YOG), un metaservidor. El juego es muy personalizable, incluye tutoriales y un editor de mapas integrado. La filosofía y principal característica del juego es minimizar la microgestión asignando automáticamente tareas a las unidades.

## Unidades
El juego tan sólo tiene tres unidades fundamentales, que realizan una función exclusiva:
- Obreros, responsables del desarrollo o reparación de construcciones y de la obtención de recursos. Son autónomos, buscaran de manera independiente los recursos, aunque se les puede dirigir a una zona concreta. Pueden aprender a nadar, a ir más rápidamente o a mejorar su capacidad de construcción.
- Guerreros, solo son unidades para la lucha, se las puede dirigir a un ataque frente al enemigo aunque se defenderán de manera automática. Además adquieren experiencia en el combate, pueden aprender a ir más rápido, nadar o en mejorar sus ataques y defensas.
- Exploradores, son unidades que pueden volar y muy eficaces. Exploran de manera aleatoria pero pueden orientarse. Pueden aprender a atacar a otras unidades o construcciones.

## Recursos
Los dos recursos básicos son la comida, permitiendo mantener o crear nuevos glóbulos, y la madera necesaria para la mayoría de los edificios. Algunos edificios, en particular al mejorarlos, requieren otros materiales como piedra o algas. 
Hay tres tipos de frutas también para mejorar la moral de las unidades frente a las enemigas, que pueden además intercambiarse con otros jugadores en un mercado.